# Jeremy Davis
Jeremy Clayton Davis (ur. 8 lutego 1985 w North Little Rock) – amerykański muzyk. Były członek zespołu Paramore. Początkowo grał na basie w zespole The Factory, w którym poznał wokalistkę Paramore – Hayley Williams.
30 września 2011 roku ożenił się z prezenterką telewizyjną, Kathryn Camsey. 28 grudnia 2013 roku na świat przyszła jego córka.